# Albert Apers
Albertus Gaspardus Joannes Joseph (Albert) Apers (Kontich, 26 juli 1890 – aldaar, 29 november 1942) was een Belgisch politicus voor de Liberale Partij.

## Levensloop
Na de gemeenteraadsverkiezingen van 16 oktober 1938 volgde hij Edward Geerts op als burgemeester, een mandaat dat hij zou uitoefenen tot aan zijn dood tijdens de Tweede Wereldoorlog in 1942. Als dienstdoend burgemeester werd waarnemend schepen Louis Hellemans aangesteld, deze zou de functie waarnemen tot de benoeming van oorlogsburgemeester Jozef Tolleneer (VNV) door de secretaris-generaal van het Ministerie van Binnenlandse Zaken en Volksgezondheid Gérard Romsée op 14 mei 1943.
Hij kreeg een laatste rustplaats op de begraafplaats van Kontich.